# Ramphotyphlops mollyozakiae
Ramphotyphlops mollyozakiae — вид змій родини сліпунів (Typhlopidae). Ендемік Таїланду. Описаний у 2021 році.

## Поширення і екологія
Ramphotyphlops mollyozakiae відомі за кількома зразками, зібраним в провінції Накхонратчасіма. Вони живуть в тропічних лісах.